# Schusterburg

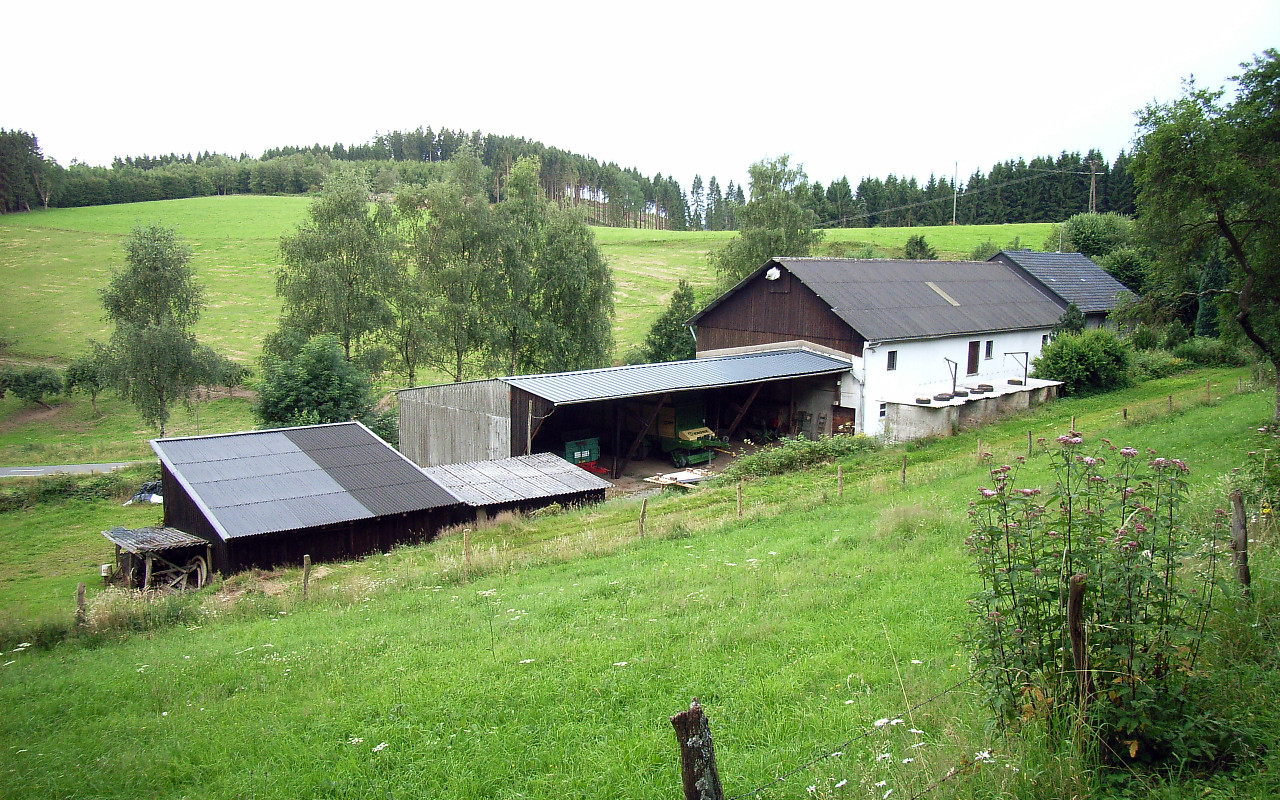
Schusterburg 2007

Schusterburg ist ein Ortsteil von Gummersbach im Oberbergischen Kreis im südlichen Nordrhein-Westfalen, Deutschland, und mit vier Bewohnern der geringste besiedelte Ortsteil der Stadtgemeinde.

## Lage und Beschreibung
Schusterburg liegt ca. 12,0 km vom Stadtzentrum Gummersbachs entfernt etwas abseits der zur L173 führenden Kreisstraße K70. Wie die Nachbarorte Wörde, Hardt und Oberrengse duckt sich auch Schusterburg in eine der südöstlichen Hangmulden des Homert-Massivs.

## Geschichte
Der Ort gehörte früher zum Kirchspiel Lieberhausen, später zur Bauerschaft gleichen Namens. Bis zur Gebietsreform des Oberbergischen Kreises 1969 blieb er Bestandteil der bis dahin selbständigen Gemeinde Lieberhausen.
Schusterburg bestand wahrscheinlich seit jeher als Einzelhof. Eine erste Beurkundung datiert vom Ende des 19. Jahrhunderts, als „eine ziemlich zerfallene Hütte gekauft und wieder instand gesetzt“ wurde; 1905 kam ein unmittelbar angrenzender, zuvor abgebrannter Hof durch Ankauf hinzu und erweiterte die Siedlung zumindest flächenmäßig.